# Lucia Anguissola
Lucia Anguissola (Cremona, 1536 of 1538 – ca. 1565-1568) was een Italiaanse maniëristische schilder uit de late renaissance.

## Biografie
Lucia Anguissola was de derde dochter van  Amilcare Anguissola en Bianca Ponzoni, die samen zeven kinderen hadden. Haar vader was lid van de Genuese kleine adel. Hij moedigde zijn vijf dochters aan om naast hun humanistische opleiding artistieke vaardigheden te ontwikkelen. Lucia kreeg waarschijnlijk les van haar beroemde oudste zus Sofonisba Anguissola.
De kunstwerken van Lucia, voornamelijk portretten, zijn qua stijl en techniek vergelijkbaar met die van haar zus. Haar kunde werd door haar tijdgenoten als voorbeeldig gezien. Volgens de 17e-eeuwse biograaf Filippo Baldinucci had Lucia zelfs een betere kunstenaar kunnen worden dan Sofonisba als ze niet zo jong was gestorven. 
Er zijn in 2020 slechts twee door haar zelf gesigneerde werken bekend. Er zijn echter wel meer werken aan haar toegeschreven.
Een van haar nog bestaande schilderijen, Portret van Pietro Manna, (begin van de jaren 1560) werd geprezen door Giorgio Vasari. Hij kreeg het schilderij te zien toen hij de familie na de dood van Lucia bezocht. Hij schreef dat Lucia na haar dood niet minder beroemd was dan Sofonisba, dankzij verschillende schilderijen van haar eigen hand die niet minder mooi of minder waardevol waren dan die van haar zuster. 

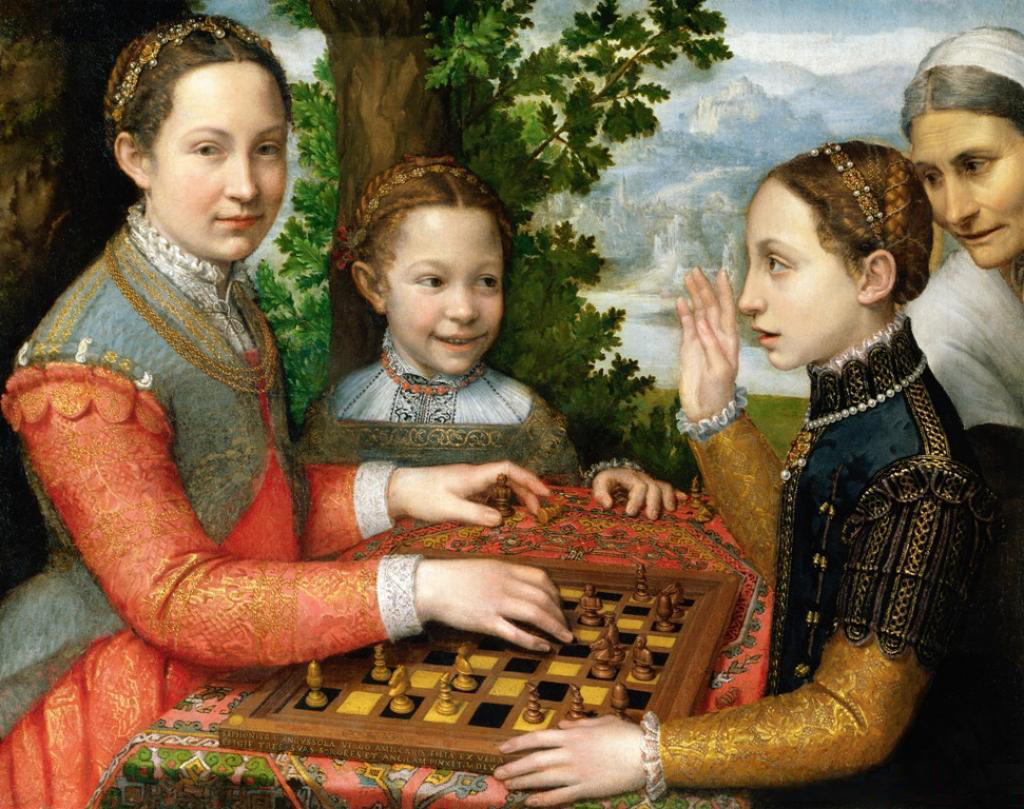
Sofonisba Anguissola, Een spel schaken. 1555.

Lucia Anguissola is door haar zuster Sofonisba afgebeeld op het schilderij "Schaakspel" uit 1555. Ook haar jongere zussen Minerva en Europa staan erop. Lucia staat uiterst links, met één hand op het schaakbord; Het jonge glimlachende meisje naast haar is Europa. Minerva staat aan de rechterkant van het bord en steekt haar rechterhand op. Achter Minerva staat een bediende. Het schilderij laat de interacties tussen de zussen zien en tegelijk hun hoge status. Lucia kijkt de kijker rechtstreeks aan. Dit zou iets kunnen zeggen over haar band met Sofonisba, maar zij lijkt de kijker ook uit te nodigen om mee te doen. 

## Schilderijen

### Portret van Pietro Manna

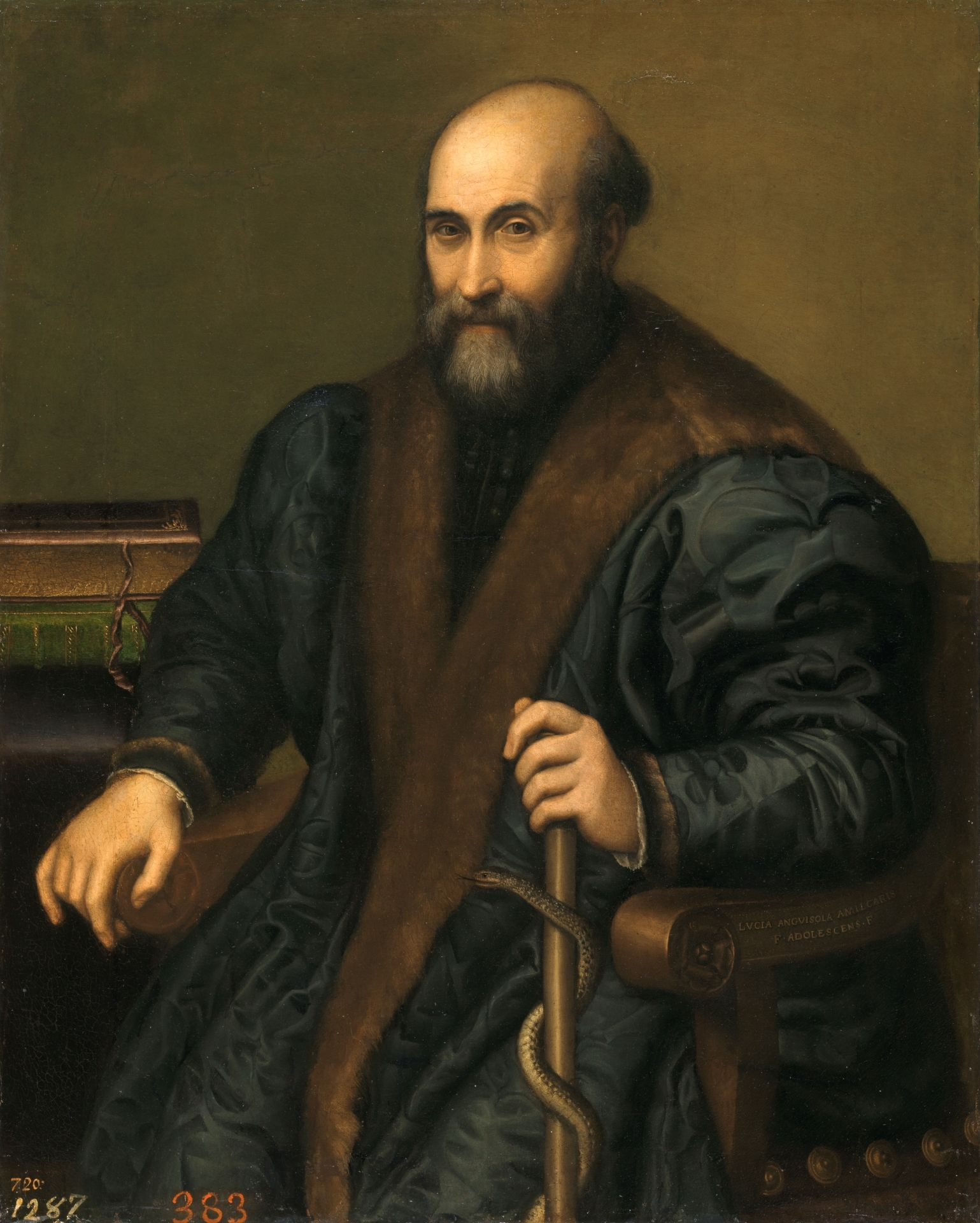
Lucia Anguissola, Portret van Pietro Maria of Portret van Pietro Manna, 1557-60. Madrid, Museo del Prado.

Het portret van Pietro Manna, dat door Giorgio Vasari oorspronkelijk verkeerd geïdentificeerd werd als een portret van Pietro Maria, is geschilderd rond 1557-1560. Het is niet bekend wanneer Lucia het heeft voltooid. Dit portret hangt in het Prado in Madrid. Het is niet bekend hoe het daar terecht is gekomen; mogelijk heeft Lucia's vader het naar Filips II gestuurd om bij hem in de gunst te blijven.
De man is gevoelig weergegeven, in een beperkt palet van grijs- en bruintinten. Lucia's kunde wordt duidelijk in hoe zij de persoonlijkheid van het model in het geanimeerde gezicht laat zien, met een opgetrokken wenkbrauw en de beide schouders op verschillend niveau. 

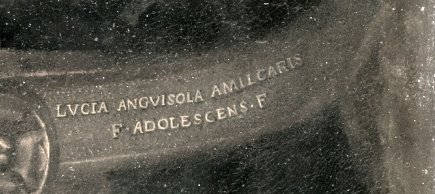
Handtekening op het schilderij van Pietro Manna

Het portret laat thema's uit de opvoeding van Lucia zien, zoals het humanisme, de mythologie, de psychologie en de kunst. Het is het enige schilderij dat ze ondertekende met haar volledige naam. Haar handtekening luidt: "Lucia Anguissola Amilcaris F [ilia] Adolescens F [ecit]." Dit zou kunnen worden vertaald als "Lucia Anguissola, dochter van Amilcare, heeft dit gemaakt." Het woord Adolescens zou vertaald kunnen worden met "groeiend." Mogelijk heeft ze dat woord gebruikt om aan te geven dat ze nog doorgroeide, want Lucia Anguissola was begin twintig toen ze dit portret maakte. 
De man op het portret wordt beschouwd als lid van de familie Anguissola en er wordt algemeen aangenomen dat hij arts was, maar dat is onjuist. De slang op de staf in zijn linkerhand heeft twee betekenissen. Een staf met een slang eromheen kan een Asklepieionstaf zijn, net als de modernere esculaap een medisch symbool. In dit geval dient de slang echter hoogstwaarschijnlijk als een visuele vertaling van de naam van de kunstenaar, "Anguis Sola", wat letterlijk 'de eenzame slang" betekent. Op het familiewapen van Anguissola stond de tekst "Anguis Sola Fecit Vinctoriam": de eenzame slang behaalde de overwinning. De slang op dit schilderij is zeer levensecht afgebeeld.
De Asklepionstaf zou ook kunnen staan voor haar klassieke opleiding. Lucia  Anguissola is een van de eerste kunstenaars die de staf schildert in de handen van een tijdgenoot. Het schilderij was mogelijk bedoeld om de opkomst van de volgende vrouwelijke schilder in de familie Anguissola te laten zien. Haar vader, Amilcare, liet het schilderij kort na de dood van Lucia aan Giorgio Vasari zien.  

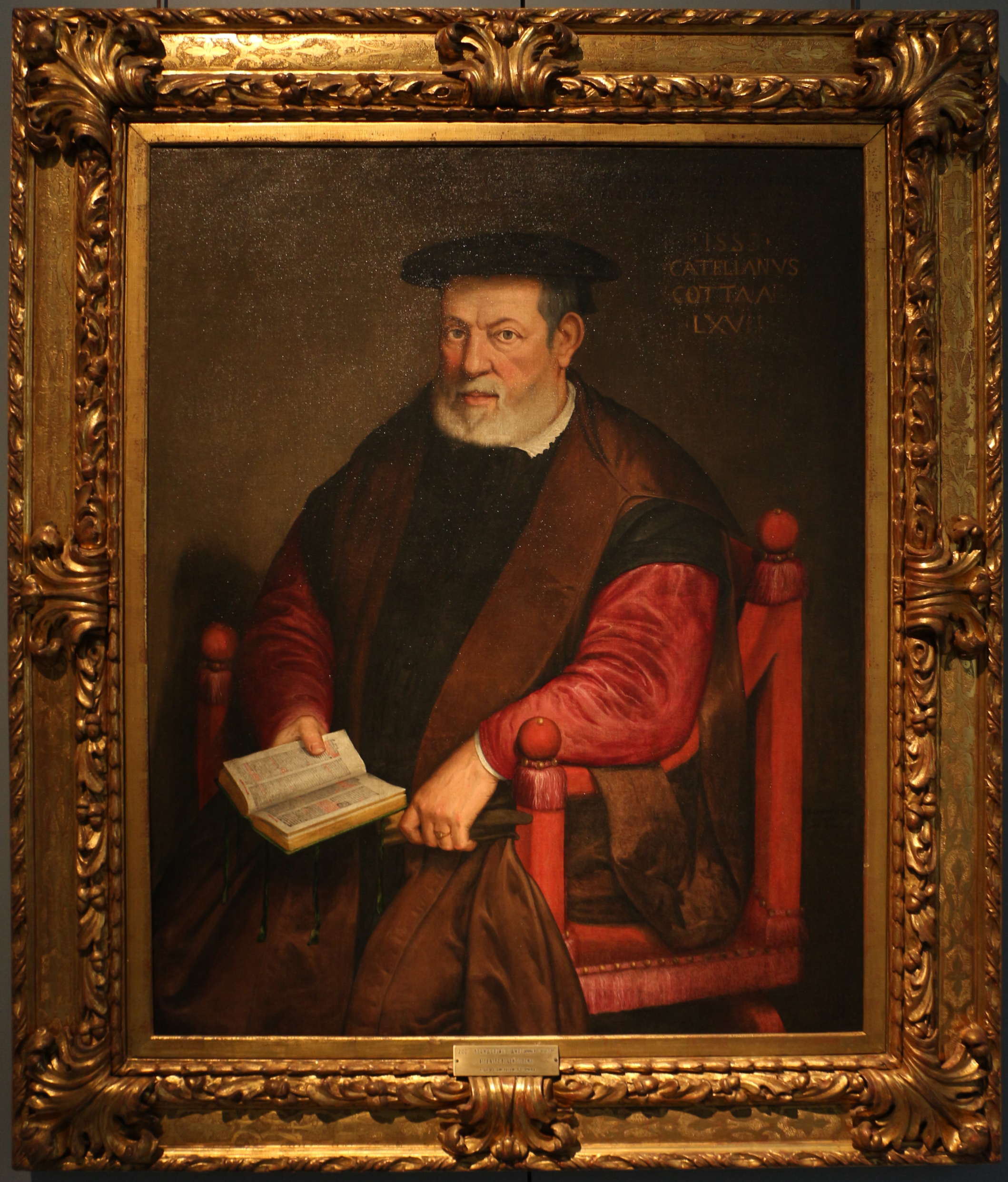
Schilderij van Bernardino Campi

De man op het portret heeft een mantel met pofmouwen, aan de opening afgezet met bont, mogelijk van een marter. Achter hem liggen twee dikke boeken op een tafel. Het portret doet sterk denken aan een portret dat Bernardino Campi schilderde in 1553.

### Zelfportret

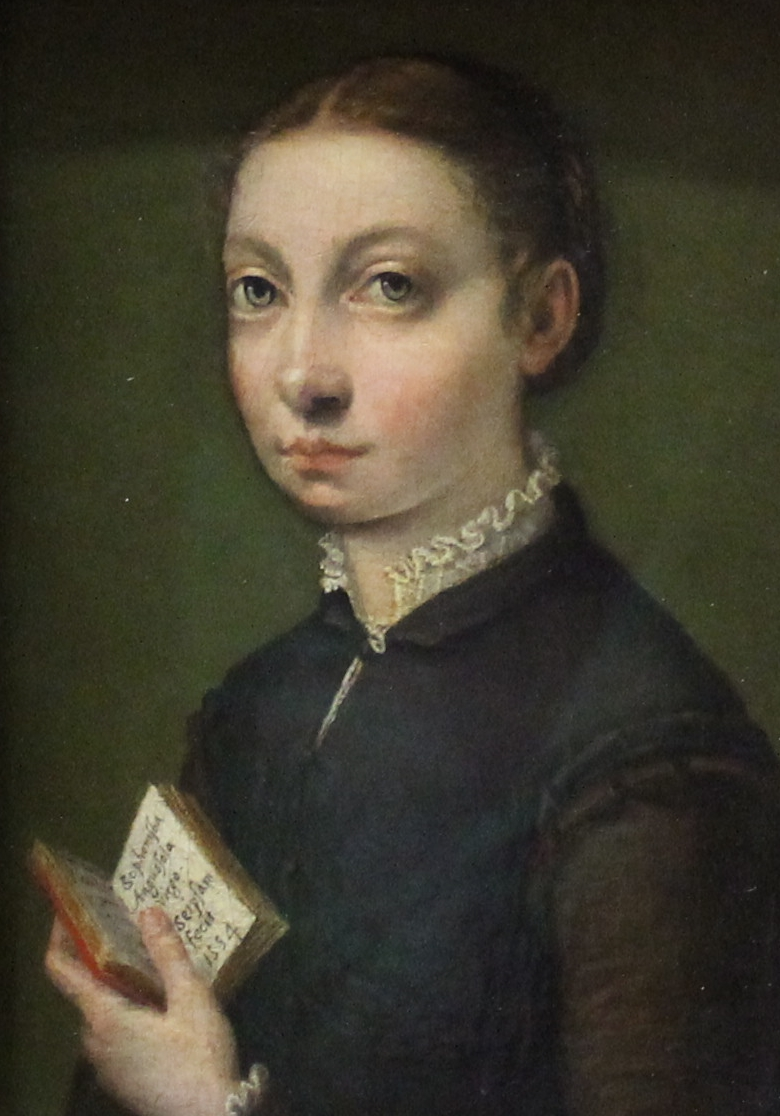
Sofonisba Anguissola, Zelfportret uit 1554.

In haar zelfportret uit 1557 (zie infobox) portretteert ze zichzelf in bescheiden kleding, met een boek in haar linkerhand. Dit boek is hetzij een gebedenboek, hetzij een boek met werk van of naar de humanistische dichter Petrarca. Haar rechterhand rust op haar hart. Het portret is vergelijkbaar met het zelfportret van haar zus Sofonisba uit 1554. Er zijn veel andere overeenkomsten tussen de twee zelfportretten, zoals kledingkeuzes en blik, maar beide kunnen worden toegeschreven aan de opvoeding en de leeftijd van de zussen. De kledingkeuze is bedoeld om bescheidenheid en tegelijkertijd elegantie te laten zien. Een kunsthistoricus heeft gesuggereerd dat Lucia Anguissola's 'zwevende' en 'sombere' blik verwijst naar haar gevoelens over het leven in de schaduw van Sofonisba. Dit element komt voor in veel van Lucia's portretten - en ook in Sofonisba's schilderij met het schaakspel. Het kan verwijzen naar de minderwaardigheid die ze voelde in vergelijking met haar zus.

### Ander werk
Het enige andere gesigneerde werk van Lucia is een zelfportret op halve lengte uit ca. 1557. Lucia schilderde ook een Madonna met kind en een portret van een vrouw (begin 1560; Rome, Galleria Borghese). Dit laatste wordt beschouwd als een zelfportret van hetzij Lucia of Sofonisba, hetzij een portret van Lucia door Sofonisba. Twee portretten, de een in de Pinacoteca Tosio Martinengo in Brescia en de andere in het Museo Poldi Pezzoli in Milaan, waarschijnlijk van Minerva Anguissola, zijn mogelijk ook van Lucia. 

## Lijst van werken
- Baltimore, Walters Art Museum
  - Portret van een jonge edelman met een rustende hond. (toegeschreven)
- Brescia, Pinacoteca Tosio Martinengo
  - Portret van een klein meisje (Europa Anguissola?). (toegeschreven)
- Corsham Court, Collectie Methuen
  - Drie kinderen met een hond. (toegeschreven)
- Madrid, Museo del Prado
  - Portret van Pietro Manna.
- Milaan, Museo Poldi Pezzoli
  - Portret van Minerva Anguissola.
- Ravenna, privécollectie
  - Maria met kind. 1555
- Reims, Musée des Beaux-Arts
  - Portret van een jonge edelman met een rustende hond (toegeschreven)
- Rome, Galleria Borghese
  - Portret van een vrouw (Sofonisba Anguissola?). (toegeschreven)
- Onbekende verblijfplaats
  - Portret van een jonge edelman met een rustende hond (toegeschreven - voorheen Coll. Cook in Richmond)
  - Naaiend meisje. (toegeschreven - voorheen Coll. Berberyan in New York)

- Gemeinsame Normdatei: 119294176
- International Standard Name Identifier: 0000 0000 1386 137X
- Library of Congress Control Number: nr90000899
- RKD-Nederlands Instituut voor Kunstgeschiedenis: 1908
- Union List of Artist Names: 500031903
- Virtual International Authority File: 37723408
- WorldCat: E39PBJrrCjcyvPWtq9CPJYBkjC